# Hectobrocha adoxa
Hectobrocha adoxa là một loài bướm đêm thuộc phân họ Arctiinae, họ Erebidae. Nó được tìm thấy ở New South Wales và Victoria.

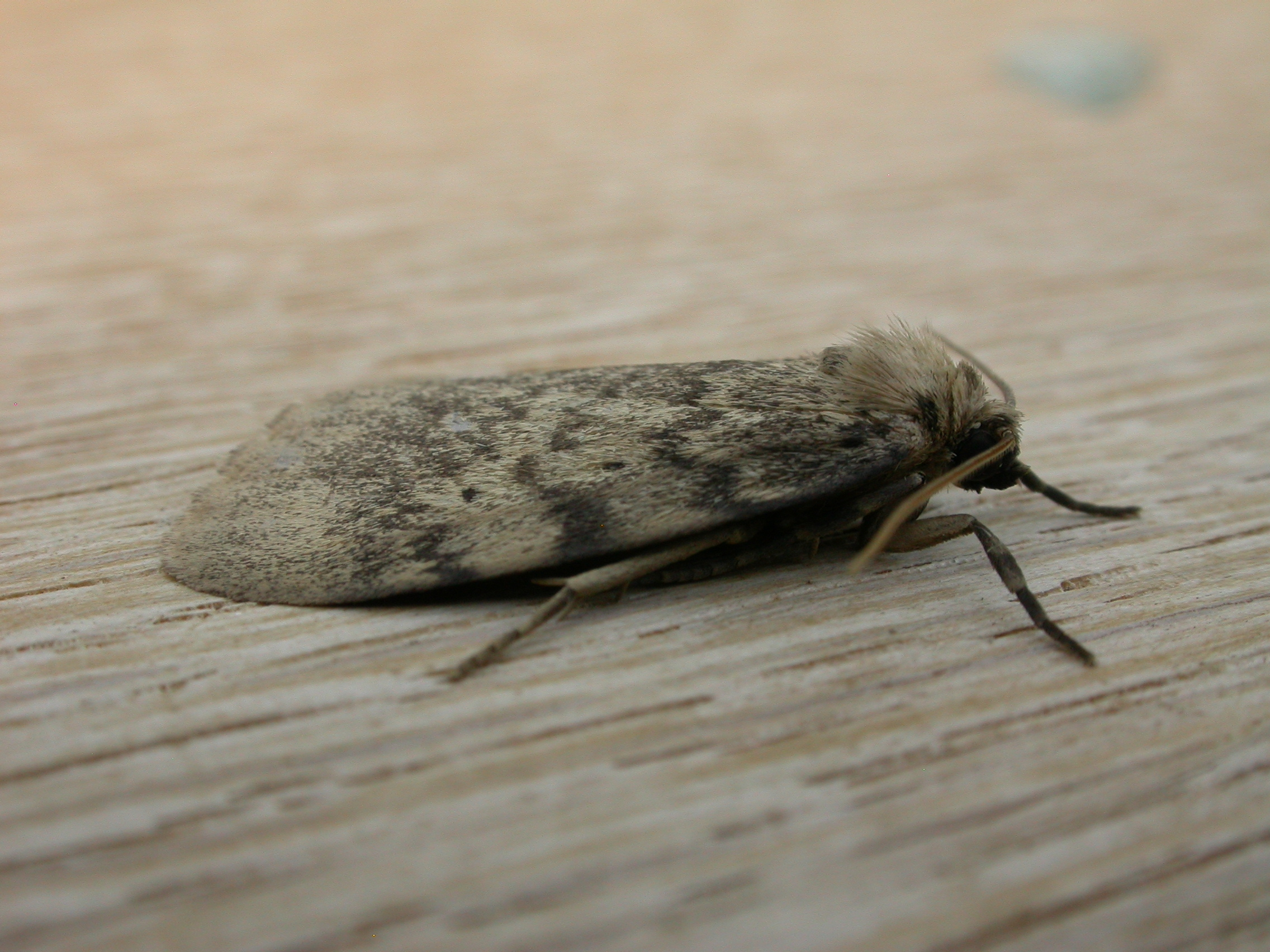

Sải cánh dài khoảng 30 mm. Con trưởng thành có cánh trước màu nâu, cánh sau màu nâu nhạt đồng nhất.